# Destroy All Humans! (відеогра, 2020)
Destroy All Humans! (англ. Знищити людство!) — відеогра жанру пригодницький бойовик у відкритому світі 2020 року, яка розроблена Black Forest Games і опублікована THQ Nordic. Це п'ята частина франшизи Destroy All Humans! і римейк оригінальної гри 2005 року.
Гра вийшла на Microsoft Windows, PlayStation 4 та Xbox One 28 липня 2020 року, а пізніше на Google Stadia 8 грудня 2020 року. Отримала змішані відгуки після виходу, з її графікою та вірністю оригінальній грі, яка отримала похвалу, в той час, як критика була спрямована на збереження проблем оригінальної гри. Порт для Nintendo Switch був анонсований 8 квітня 2021 року і вийшов 29 червня 2021 року.

## Ігровий процес
Destroy All Humans! ведеться від третьої особи. Гравець керує Криптоспорідієм-137 (скорочено Крипто), іншопланетянином, який прибуває на Землю в Америку 1950-х років, щоб зібрати людську ДНК. Крипто оснащений величезним арсеналом інопланетної зброї, таким як Зеп-О-Матік і анальний зонд, для боротьби з ворогами. Він також володіє надлюдськими навичками, такими як психокінетичні здібності й здатність маскуватися під людей. Крипто може використовувати реактивний ранець для швидкої навігації в навколишньому середовищі. Він також може командувати літаючою тарілкою, яка оснащена променем смерті для вбивства супротивників. Гравці можуть виконувати такі рухи, як ковзання і лиходійство, а також вони можуть зв'язувати дії разом, наприклад, стріляти у ворогів, одночасно левітуючи їх. У грі представлений режим фокусування, який дозволяє гравцям фіксуватися на інших ворогах. Крипто захищений щитом, який інформує гравців про напрямок ворожих атак. У грі представлено шість локацій-пісочниць, які можна вільно досліджувати. Кожна локація пропонує гравцям унікальні завдання, які необхідно виконати.

## Розробка
THQ Nordic придбала права інтелектуальної власності у THQ у 2013 році. У 2017 році фірма підтвердила, що компанія усвідомила попит на нову гру в серії та додала, що вивчає варіанти відродження франшизи. Офіційний анонс гри відбувся в червні 2019 року. Розширена демонстрація ігрового процесу була запущена на виставці E3 2019. Вона вийшла для Microsoft Windows, PlayStation 4, Xbox One і Google Stadia. Окремий багатокористувацький спіноф під назвою Destroy All Humans! Clone Carnage вийшов для Microsoft Windows через Steam, PlayStation 4 та Xbox One 31 травня 2022 року.

## Огляди
| Агрегатор  | Оцінка                                             |
| ---------- | -------------------------------------------------- |
| Metacritic | (PC) 72/100 (PS4) 70/100 (XONE) 69/100 (NS) 66/100 |

| Видання        | Оцінка |
| -------------- | ------ |
| Destructoid    | 7/10   |
| Game Informer  | 6/10   |
| GameRevolution | 3.5/5  |
| GameSpot       | 6/10   |
| GameStar       | 69/100 |
| Hardcore Gamer | 4/5    |
| IGN            | 7/10   |
| Push Square    | [ 21 ] |
| Shacknews      | 7/10   |
| VideoGamer.com | 7/10   |

Destroy All Humans! отримала змішані та середні відгуки, згідно з даними агрегатора рецензій Metacritic. Продажі гри перевищили очікування THQ Nordic. Станом на 19 травня 2021 року гра розійшлася накладом понад 1 мільйон копій.